# Luis Artime
Luis Artime (Parque Civit, 2 dicembre 1938) è un ex calciatore argentino, di ruolo attaccante.
Anche il figlio, Luis Fabián Artime, intraprese la carriera di calciatore professionista.

## Carriera

### Club
Artime inizia la sua carriera nel vivaio dell'El Ciclón, prima di passare all'Independiente de Junin.
Nel 1959 si trasferisce all'Atlanta, con cui fa il suo debutto in Primera División. Nel 1961 segna 25 gol in 30 partite. L'anno successivo si trasferisce al River Plate, con il quale vince per due volte la classifica marcatori (nel 1962 e nel 1963), ma non riesce a vincere il campionato arrivando secondo per due stagioni di fila.
Nel 1965 si trasferisce all'Independiente, con il quale si laurea capocannoniere nel 1966 e vince il Campionato Nacional nel 1967, nel quale si laurea anche capocannoniere.
Nel 1969 si trasferisce in Brasile, al Palmeiras con il quale disputa solo 8 partite con 2 reti segnate nel campionato che il Palmeiras vince. Pochi mesi dopo si trasferisce in Uruguay, al Nacional con il quale vince tre campionati di fila (1969, 1970 e 1971) e si laurea tre volte capocannoniere. Nel 1971 vince anche la Coppa Libertadores nella quale si laurea capocannoniere e segna un gol nel replay della finale contro l'Estudiantes vinto per 2-0 dopo che sia l'andata, sia il ritorno erano terminato 1-0 per la squadra di casa. Dopo aver vinto la Libertadores gioca anche la Coppa Intercontinentale, nella quale il Nacional affronta il Panathinaikos, giunto secondo nella Coppa dei Campioni 1970-1971 a causa della rinuncia dell'Ajax campione. Artime si rivela decisivo segnando il gol del pareggio nella gara di andata, terminata per 1-1 in Grecia e realizzando una doppietta nella gara di ritorno vinta per 2-1 in casa. Nello stesso anno vince anche la Coppa Interamericana con il Nacional che sconfigge in finale i messicani del Cruz Azul.

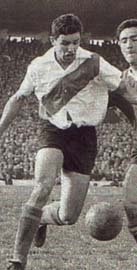
Artime con la maglia del River Plate

Nel 1972 fa ritorno in Brasile, alla Fluminense, dove rimane pochissimo prima di ritornare al Nacional dove chiude la carriera nel 1974.

### Nazionale
Nel 1966 partecipa con la maglia della nazionale Argentina ai mondiali nei quali gioca 4 partite e segna tre gol, tra cui una doppietta contro la Spagna.
Fa poi parte della Nazionale Argentina che partecipato alla Coppa America del 1967, dove, con 5 reti in 5 partite, vince la classifica cannonieri, tuttavia non riesce a segnare nella finale, persa dall'Argentina.
In totale ha vestito la maglia del suo paese 25 volte con 24 gol.

## Palmarès

### Club

#### Competizioni nazionali
- Campionato argentino: 1

Independiente: 1967
- Campionato brasiliano: 1

Palmeiras: 1969
- Campionato uruguaiano: 3

Nacional: 1969, 1970, 1971

#### Competizioni internazionali
- Coppa Libertadores: 1

Nacional: 1971
- Coppa Intercontinentale: 1

Nacional: 1971
- Coppa Interamericana: 1

Nacional: 1971

### Individuale
- Capocannoniere del campionato argentino: 4

1962 (28 gol), 1963 (26 gol), 1966 (23 gol), 1967 (11 gol)
- Capocannoniere del campionato uruguaiano: 3

1969 (24 gol), 1970 (21 gol), 1971 (16 gol)
- Capocannoniere della Copa Libertadores: 1

1971 (10 gol)
- Capocannoniere della Copa América: 1

1967 (5 gol)